# Баранцов, Михаил Александрович
Граф (с 1881) Михаил Александрович Баранцов (1857 — 1921) — русский военный деятель, генерал от артиллерии (1916).

## Биография
Родился в семье генерала от артиллерии и генерал-адъютанта, графа А. А. Баранцова и Софьи Александровне урождённой Коробьиной.
В службу вступил в  1874 году, в 1876 году после окончании Пажеского корпуса произведён в подпоручики и выпущен в 1-ю конно-артиллерийскую батарею  и прикомандирован к Лейб-гвардии Конной артиллерии.  С 1877 года участник Русско-турецкой войны, за храбрость в этой компании был награждён орденами Святого Станислава III степени с мечами и бантом, Святой Анны III степени с мечами и бантом и Святого Владимира IV степени с мечами и бантом.

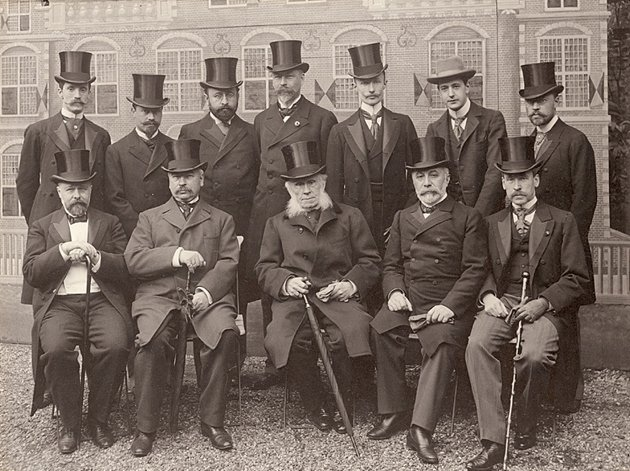
Российская делегация на Гаагской конференции 1899 года. М. А. Баранцов сидит первым слева.

В  1880 году произведён в поручики. В 1883 году окончил Николаевскую военную академию по I разряду. В 1886 году произведён в штабс-капитаны, в 1890 году в капитаны. В 1895 году после окончания Офицерской артиллерийской школы произведён в полковники. С 1895 года командир 2-й батареи, с 1898 года командир 1-го дивизиона  Лейб-гвардии конно-артиллерийской бригады. С 1899 года состоял в распоряжении генерал-фельдцейхмейстера великого князя Михаила Николаевича, участвовал в 1-й Гаагской международной конференции по разоружению.
В 1903 году произведён в генерал-майоры с назначением командиром Лейб-гвардии 3-й артиллерийской бригады. С 1909 года начальник артиллерии Варшавского военного округа. В 1910 году произведён в генерал-лейтенанты. С 1914 года участник Первой мировой войны, состоял в распоряжении генерал-инспектора артиллерии великого князя Сергея Михайловича. С 1915 года инспектор артиллерии 30-го армейского корпуса и командир 11-го армейского корпуса.
В 1916 году произведён в генералы от артиллерии.